# Marc Detton
Marc Detton est un rameur français né le 20 février 1901 à Thorigny-sur-Marne et mort le 24 janvier 1977  dans le 20e arrondissement de Paris.

## Biographie
Marc Detton dispute avec Jean-Pierre Stock l'épreuve de deux de couple aux Jeux olympiques d'été de 1924 à Paris et remporte la médaille d'argent. 

## Liens externes

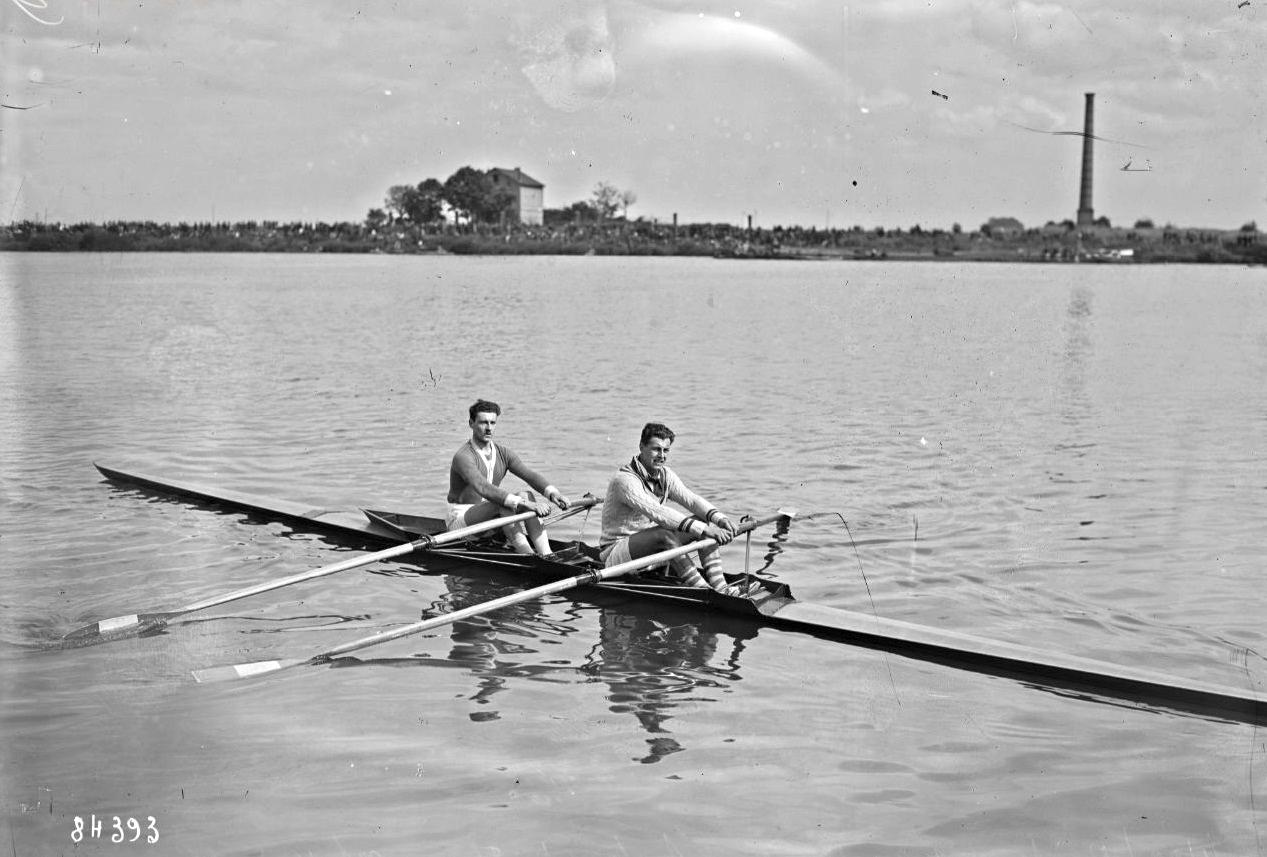
Régates d'Argenteuil du 17 juin 1923, Marc Detton (G.) et Jean-Pierre Stock (D.) vainqueurs en doubles sculls.